# Vi skall se dig
Vi skall se dig är en psalm med text skriven 1981 av Eyvind Skeie och är översatt till svenska 1993 av Jonas Jonson. Musiken är skriven 1982 av Trond Kverno.

## Publicerad som
- Nr 905 i Psalmer i 90-talet under rubriken "Tillsammans på jorden".